# 謝爾佩尼察河
52°52′01″N 19°37′50″E / 52.86694°N 19.63056°E

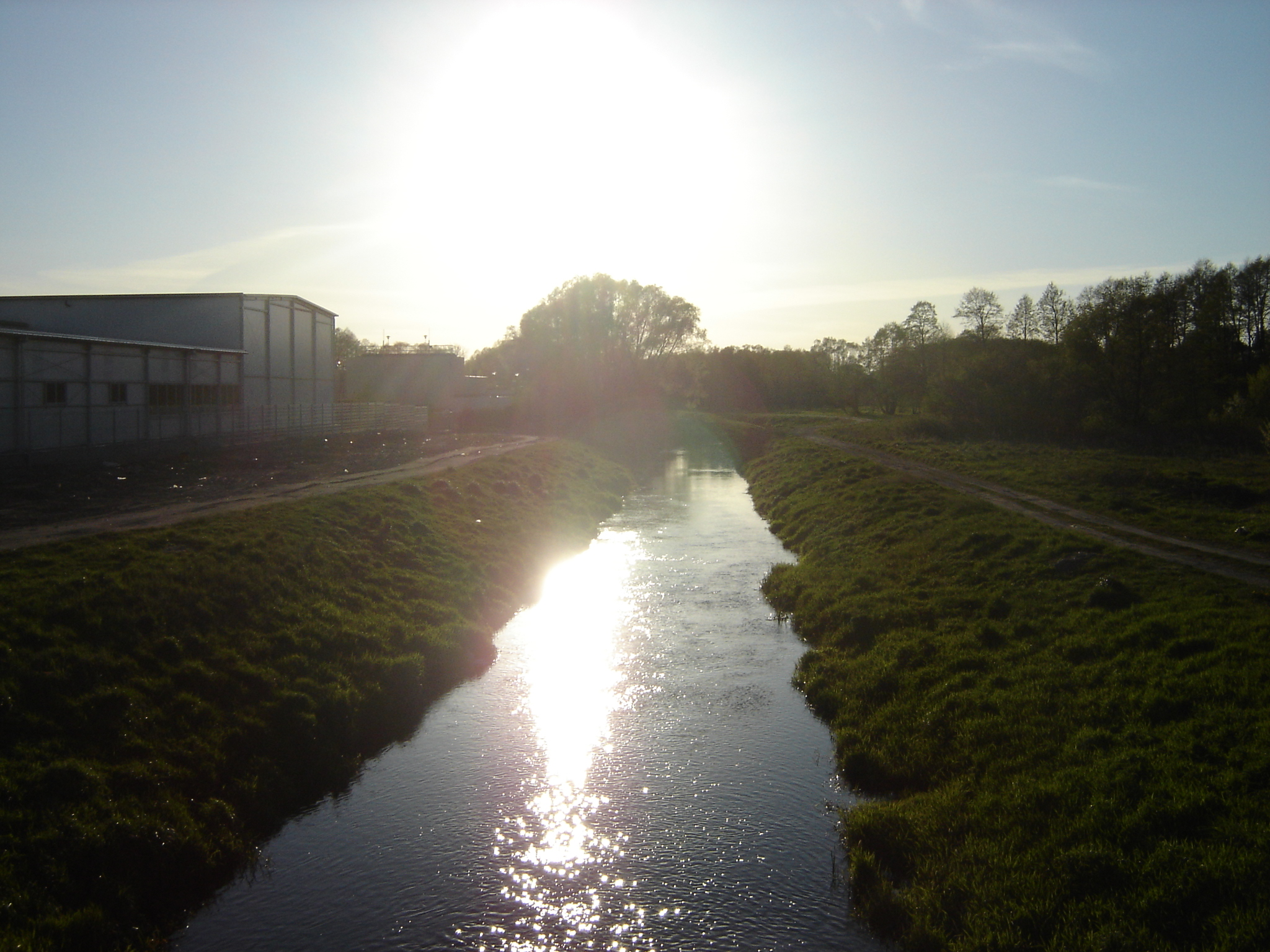

謝爾佩尼察河是波蘭的河流，位於該國中部，處於馬佐夫舍省，屬於斯克爾瓦河的右支流，河道全長52公里，流域面積396平方公里，河畔城鎮有謝爾普茨。